# Elaine Welteroth
Elaine Marie Welteroth, née le 10 décembre 1986, est une journaliste et rédactrice américaine.
En 2012, elle devient directrice de la section beauté de Teen Vogue et est la première personne afro-américaine à remplir ce rôle. En 2017, à 29 ans, Welteroth devient éditrice en chef de la version papier du magazine Teen Vogue ce qui en fait la deuxième personne afro-américaine à tenir un titre de rédacteur en chef en 107 ans d'existence du groupe Condé Nast et la plus jeune rédactrice en chef de l'histoire du groupe.  Elle est considérée comme à l'origine du changement de ligne éditoriale de Teen Vogue, qui encourage ses lectrices à s'engager politiquement et socialement, en particulier pendant l'élection présidentielle américaine de 2016. Elle quitte ce poste début 2018.

## Biographie

### Origines et études
Welteroth naît à Santa Clara, d'un père blanc et d'une mère afro-américaine. Elle grandit à Fremont. En 2007, elle est diplômée en communication et journalisme de l'université d'État de Californie à Sacramento.
Le premier emploi de Welteroth est d'être mascotte pour un restaurant local, où elle doit porter un déguisement d'oiseau. Elle affirme y avoir appris sa première leçon de carrière : « Aie les yeux plus gros que le ventre, et mange tout ça le plus vite possible ».

### Débuts
Elle effectue ensuite un stage chez Oglivy & Mather, puis devient créatrice de contenus pour SomaGirls.TV, une entreprise de média numérique.
Welteroth effectue ensuite un stage non rémunéré au magazine Ebony. Pour obtenir le stage, elle écrit une lettre de candidature spontanée à Harriette Cole, la rédactrice en chef, lui envoie un email, et appelle plusieurs fois son assistante. Cole lui propose de venir à un photoshoot de Serena Williams à Los Angeles. Impressionnée par son professionnalisme lors de l'événement, elle l'embauche comme assistante. Son stage se transforme en emploi à plein temps comme rédactrice de la section Beauté et Mode du magazine, de 2008 à 2011.
Welteroth intègre Condé Nast en septembre 2011 en devenant rédactrice de la section Beauté et Mode de Glamour, puis rédactrice Beauté senior.

### Teen Vogue
En octobre 2012, Elaine Welteroth devient directrice de la section Beauté et Mode deTeen Vogue, ce qui en fait la première femme noire à obtenir ce poste. En février 2013, elle écrit son premier article à ce poste et y encourage les femmes à prendre soin de leurs cheveux naturels, et partage ses propres routines de soin des cheveux.
En mai 2016, elle devient rédactrice à la direction de la version papier du magazine Teen Vogue (Phillip Picardi assurant la direction de la version web du magazine) et remplace Amy Astley, rédactrice en chef et fondatrice, qui part devenir éditrice en chef de Architectural Digest. Condé Naste la nomme officiellement rédactrice en chef de la version papier de Teen Vogue le 29 avril 2017. Sous sa direction, la ligne éditoriale de Teen Vogue se focalise sur les sujets politiques et de justice sociale, en particulier avec la couverture médiatique et critique des élections présidentielles de 2016,,. Elles sont aussi invitées à être rédactrices en chef invitées de cette édition. Elle démarre aussi le club de lecture avec Rowan Blanchard et Yara Shahidi, en commençant par leur livre préféré, Une femme noire de Zora Neale Hurston. Blanchard, Shahidi, et Welteroth utilisent le compte Facebook de Teen Vogue pour diffuser un débat sur le livre en direct en novembre 2016. Le numéro de décembre 2016 inclut une conversation entre l'actrice américaine Zendaya et l'ancienne première dame américaine Michelle Obama, sur le sujet de l'éducation des jeunes filles dans le monde,.
La nouvelle ligne éditoriale du magazine met l'accent sur le contenu en ligne. Le magazine papier passe de 10 petits numéros par an à un grand volume chaque trimestre. Sous sa direction, les abonnements papier augmentent de 535% en un an.
Le 7 décembre 2016, Teen Vogue fait une apparition dans la série Black-ish. Dans l'épisode Nothing, but Nepotism, Welteroth joue son propre rôle, tandis que le personnage de la série Zoe utilise le réseau professionnel de son père, cadre dans la publicité, pour décrocher un stage chez Teen Vogue. L'épisode cause une controverse au sujet du « népotisme noir », critiqué par certains, tandis que Welteroth suggère : « le népotisme noir ne serait-il qu'une façon d'égaliser le terrain ? ».
Chez Slate, Mark Joseph Stern félicite Welteroth pour avoir transformé Teen Vogue en une publication qui « traite les adolescentes comme des êtres humains équilibrés, avec un libre-arbitre et un cerveau ».
Teen Vogue est souvent cité comme un exemple de magazine qui encourage et respecte la diversité, en particulier grâce à la direction de Welteroth, tandis que le magazine de la même franchise, Vogue, s'illustre régulièrement par des actes considérés racistes.
En janvier 2018, alors que Teen Vogue cesse sa publication papier, elle annonce son départ du magazine et du groupe Condé Nast.

### Dans les médias
En août 2021, elle quitte l'émission télévisée The Talk produite par CBS après une saison à ce poste.

## Publications
- (en) Elaine Werteroth, More Than Enough: Claiming Space for Who You Are (No Matter What They Say), Viking, 11 juin 2019, 336 p. (ISBN 978-0525561583)

## Récompenses
- 2016 : Prix de rédactrice de l'année aux Fashion Show & Style Awards grâce à Harlem Fashion Row[32]
- 2016 : 47e de la liste des 100 Afro-Américains influents publiée par The Root[33]

## Vie privée
En décembre 2016, Welteroth se fiance avec le musicien Jonathan Singletary, qu'elle connaît depuis l'enfance. Ils se marient en mai 2020, puis Welteroth annonce sa première grossesse en octobre 2021.